# Huta Gambir
Huta Gambir is een bestuurslaag in het regentschap Mandailing Natal van de provincie Noord-Sumatra, Indonesië. Huta Gambir telt 504 inwoners (volkstelling 2010).